# Guildford Kings
Guildford Kings war ein Basketballverein aus Guildford in Surrey (England). Der 1973 in London als London YMCA Metros gegründete Verein war von 1979 bis 1992 bis auf ein Jahr Unterbrechung in Kingston upon Thames ansässig. In dieser Zeit ab Mitte der 1980er Jahre gehörten die Kingston Kings zu den dominierenden Basketballmannschaften im Vereinigten Königreich, die neben zahlreichen nationalen Titeln auch das bis dahin weiteste Vordringen britischer Vereinsmannschaften in europäischen Wettbewerben erreichten. Nachdem man 1988 in die Runde der besten acht Mannschaften im Europapokal der Pokalsieger eingezogen war, schaltete man im Pokal der Landesmeister 1990/91 im Achtelfinale sensationell den sowjetischen Meister ZSKA Moskau aus und zog auch in diesem Wettbewerb in die Runde der besten acht Mannschaften ein. Nach zwei Jahren am neuen Standort in Guildford wurde die Lizenz der geschlossenen Profiliga British Basketball League 1994 an die Leopards verkauft, die zu einem Standort in London zurückkehrten.

## Geschichte

### Gründung (1973 bis 1979)
James Naismith hatte das Basketballspiel 1871 als Direktor des YMCA in Springfield (Massachusetts) erfunden und so gehörte auch eine Mannschaft des Central YMCA in London zu den führenden englischen Mannschaften, die zwischen 1957 und 1969 achtmal den National Cup gewann, was damals die englische Meisterschaft war. Nach Einführung der „National Basketball League“ (NBL) bildeten sich aus dieser Basketballmannschaft heraus die London YMCA Metros, deren Herrenmannschaft wegen entsprechender Sponsoren als semiprofessionelle Mannschaft anzusehen sind, die mit der ursprünglichen Mannschaft im YMCA nicht mehr allzu viel gemein hatte. Als London YMCA belegte man 1974 und 1979 den dritten Platz in der NBL.

### Kingston Kings (1979 bis 1988)
Der damalige Eigentümer der YMCA Metros verlegte die Mannschaft 1979 in den Südwesten Londons nach Kingston upon Thames, das 1965 aus Surrey nach Greater London eingemeindet worden war. Hier nahm die Mannschaft den Namen Kings an und konnte ab Mitte der 1980er Jahre den ursprünglich aus dem benachbarten Stadtbezirk Sutton stammenden Londoner Rivalen Crystal Palace überflügeln. 1985 gewann man nicht nur den National Cup, den man in der Folge dreimal in Folge verteidigen konnte, sondern belegte auch den ersten Platz in der NBL, verlor aber das Finalspiel in den Play-offs der NBL gegen Manchester United. Ein Jahr später konnte man 1986 als Hauptrundenzweiter das Play-off-Finale gegen die Birmingham Bullets gewinnen. Im Jahr darauf verlor man 1987 jedoch als Zweiter der Hauptrunde das Play-off-Finale gegen Crystal Palace. Anschließend wurde die geschlossene Profiliga British Basketball League (BBL) eingeführt, die die besten englischen und schottischen Mannschaften zusammenführte und in der man als Gründungsmitglied nach dem Ende der Hauptrunde der ersten Spielzeit 1987/88 den zweiten Platz belegte und in den Play-offs im Halbfinale gegen Murray Livingston verlor. Im Europapokal der Pokalsieger hatte man Den Helder Kings und Galatasaray Istanbul in den ersten beiden Runden bezwingen können und war in die Gruppenphase der besten acht Mannschaften eingezogen. Hier belegte man in der Vierer-Gruppe hinter dem späteren Titelgewinner CSP Limoges und dem deutschen Vertreter TSV Bayer 04 Leverkusen den dritten Platz.

### Glasgow Rangers B.C. (1988/89)
Der schottische Geschäftsmann David E. Murray hatte im Jahr 1988 die Mehrheit am Fußballklub Glasgow Rangers übernommen und kaufte nun auch die Mehrheit an den Kings. Nach dem Transfer der Kings nach Glasgow machte er sich mit den Rangers B.C. selbst Konkurrenz zu seinem bisherigen Franchise Murray Livingston. Als Trainer fungierte weiterhin der US-Amerikaner Kevin Cadle und als Aufbauspieler wurde Alton Byrd von den Manchester Giants nach Schottland zurückgeholt, der zuvor mehrere Jahre schon für Murray gespielt hatte. Die reguläre Saison beendeten die Rangers als Erster vor Livingston und Alan Cunningham wurde zum „Most Valuable Player“ (MVP) der BBL gewählt. Im Finalspiel der Play-offs standen sich dann die beiden schottischen Franchises aus Glasgow und dem benachbarten, zwischen Glasgow und Edinburgh gelegenen Livingston gegenüber. Die Rangers gewannen das Finale mit drei Punkten Unterschied 89:86 gegen den Titelverteidiger, gegen den man im Halbfinale des Ligapokals BBL Trophy noch unterlegen war, und das Franchise gewann nun auch ihre erste Meisterschaft der BBL.

### Rückkehr nach Surrey (1989 bis 1994)
Trotz des sportlichen Erfolgs kehrte man bereits nach einem Jahr nach Kingston zurück, während der Murray Club Livingston als Franchise eingestellt wurde und es nunmehr keine schottische Franchise mehr in der BBL gab. Die Mannschaft blieb weitgehend zusammen und in der Saison 1989/90 war man dominant und gewann auf nationaler Ebene alle Spiele bis auf drei Spiele in der regulären Saison und einem Spiel in der BBL Trophy. Neben diesen beiden Wettbewerben gewann man auch den National Cup, an dem man als schottische Mannschaft ein Jahr zuvor nicht teilgenommen hatte. In der darauffolgenden Saison nahm man auch am Europapokal der Landesmeister teil und siegte in der ersten Runde gegen den niederländischen Meister Den Helder Kings. Im Achtelfinale traf man nun auf die renommierte Mannschaft von ZSKA Moskau, die diesen Wettbewerb in den 1960er und 1970er Jahren bereits viermal gewonnen hatte, und als Vertreter der Sowjetunion, die neben Jugoslawien zu der damaligen Zeit als führende europäische Basketballnation galt, haushoher Favorit war. Den Kingston Kings gelang es, die Moskauer Mannschaft mit ihrer US-amerikanisch geprägten Spielweise zu überraschen, und ihren 16-Punkte-Vorsprung aus dem Hinspiel bei der Niederlage in Moskau mit zwei Punkten Unterschied zu verteidigen. In der Gruppenphase der besten acht Mannschaften im Viertelfinale gelangen vier Siege in 14 Spielen und man erreichte den siebten Platz noch vor CSP Limoges, die diesen Wettbewerb zwei Jahre später gewinnen sollten. Auf nationaler Ebene war man beinahe noch dominanter als zuvor und verlor nur ein Spiel in der regulären Saison, in der Alton Byrd zum MVP der Liga gewählt wurde. Jedoch verlor man das Halbfinale im National Cup gegen die Sunderland Saints, so dass man mit der Meisterschaft und der BBL Trophy nur zwei der drei Titel verteidigen konnte.
In der Saison 1991/92 konnte man auf nationaler Ebene nach drei Niederlagen in der regulären Saison und einer Niederlage im Halbfinal-Rückspiel der BBL Trophy gegen den lokalen Konkurrenten London Towers wieder alle Spiele gewinnen und auch alle Titel auf sich vereinigen. Alton Byrd wurde erneut MVP der BBL. In der zweiten Runde des Landesmeister-Pokals verlor man jedoch beide Spiele gegen den belgischen Meister Racing Basket Mechelen und verpasste den Einzug in die Achtelfinal-Gruppenphase des als „FIBA Europaliga“ organisierten Wettbewerbs, zu dem auch mehrere Vereine eines Landes eingeladen wurden. Die Kings zogen nun jenseits der Londoner Stadtgrenzen nach Guildford um in die neu erbaute Halle The Spectrum. Die Dominanz der Kings war aber nun vorbei. In der BBL Trophy verlor man das Finalspiel gegen die Thames Valley Tigers, während man im National Cup das Finale gegen die Worthing Bears noch gewinnen konnte und diesen Titel verteidigte. Doch in der Meisterschaft erwiesen sich die Bears um Alan Cunningham und dem neuen MVP Colin Irish, beide zuvor bei den Kings aktiv, als überlegen und man verlor im Play-off-Halbfinale gegen den Hauptrundenersten Bears mit einem Punkt, die anschließend auch den Meisterschaftstitel gewannen. In der folgenden Spielzeit teilten sich die Tigers und die Bears die Titel untereinander auf. In den Play-offs konnten die Kings ins Finale einziehen, wo man den Worthing Bears unterlag, die ihren Meisterschaftstitel verteidigten. Anschließend verkauften die Eigentümer das Franchise, die nach dem Eigentümerwechsel zurück als Leopards nach London in die Docklands Arena gingen, die die London Towers zuvor verlassen hatten.
Elf Jahre später kam mit den Thames Valley Tigers, die zuvor als „Pirates“ bereits von 1975 bis 1982 in Guildford gespielt hatten, erneut eine BBL Franchise nach Guildford, die jedoch als „Heat“ im Surrey Sports Park spielen.